# Emin Ahmadov
Emin Ahmadov (* 6. října 1986 Baku) je ázerbájdžánský zápasník – klasik, bronzový olympijský medailista z roku 2012.

## Sportovní kariéra
Zápasení se věnoval od 11 let v rodném Baku v klubu Chazar. Specializuje se na řecko-římský (klasický) styl. Jeho osobním trenérem je Rašad Rašidov. Do roku 2012 startoval ve váze do 66 kg, ve které se v ázerbájdžánské mužské reprezentaci neprosazoval na úkor Farida Mansurova a dalších. V roce 2012 zvítězil na olympijském kvalifikačním turnaji v čínském Tchaj-jüanu ve vyšší váze do 74 kg a vysloužil si nominaci na olympijské hry v Londýně. V Londýně potvrdil výbornou přípravu na olympijskou sezonu, nestačil pouze na Arména Arsena Džulfalakjana a získal nečekanou bronzovou olympijskou medaili.
Od roku 2014 startuje v neolympijské váze do 80 kg.

## Výsledky
| Turnaj             | 2012 | 2013 | 2014 | 2015 | 2016 | 2017 |
| Turnaj             | 26   | 27   | 28   | 29   | 30   | 31   |
| Turnaj             | -74  | -84  | -80  | -80  | -80  | -80  |
| ------------------ | ---- | ---- | ---- | ---- | ---- | ---- |
| Olympijské hry     | 3.   |      |      |      |      |      |
| Mistrovství světa  |      | —    | úč.  | —    | —    | —    |
| Evropské hry       |      |      |      | —    |      |      |
| Mistrovství Evropy | —    | —    | —    | —    | —    | úč.  |